# Gjallarhorn

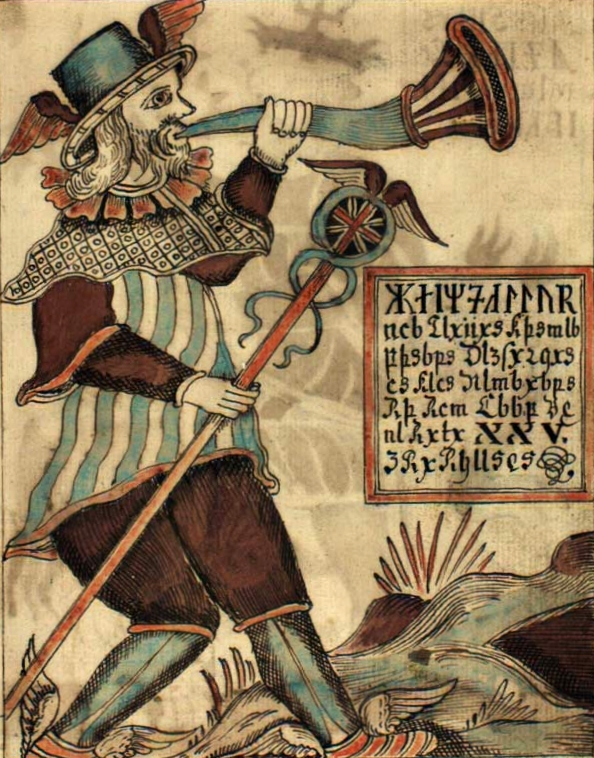
Heimdall dmący w Gjallarhorn

Gjallarhorn (w staroislandzkim Huczący Róg) – w mitologii nordyckiej wielki róg boga Heimdalla, w który zadmie on obwieszczając początek Ragnaröku.
Także nazwa naczynia, z którego Mimir pił Miód Poezji.